# James Wiseman
James Monteinez Wiseman (* 31. März 2001 in Nashville, Tennessee) ist ein US-amerikanischer Basketballspieler.

## Laufbahn
Wiseman wechselte zum Spieljahr 2017/18 von der Ensworth School (Nashville) zur ebenfalls im US-Bundesstaat Tennessee gelegenen East High School (Memphis). In mehreren Ranglisten der landesweit besten Highschool-Spieler seines Jahrgangs wurde Wiseman auf dem ersten Platz geführt.
Im November 2018 teilte er seinen Entschluss mit, an die University of Memphis und damit zu Trainer Penny Hardaway zu wechseln, der ihn bereits zeitweilig zu Jugendzeiten betreut hatte. Es stellte sich heraus, dass seine Familie im Jahr 2017 Geldmittel von Hardaway angenommen hatte, von denen Wiseman keine Kenntnis hatte, was aber einen Verstoß gegen das NCAA-Regelwerk bedeutete. Er nahm in der Saison 2019/20 an drei Spielen teil, in denen er im Schnitt 19,7 Punkte für Memphis erzielte. Am 9. November 2019 wurde ihm von der NCAA die Einsatzberechtigung entzogen. Wiseman strengte zunächst eine Klage an, ließ diese aber Mitte November 2019 fallen. Im Dezember 2019 verließ er die Hochschule, um sich auf das Draftverfahren der NBA im Juni 2020 (später auf November verschoben) vorzubereiten. In einigen Draft-Vorschauranglisten wurde Wiseman als Anwärter auf einen der vorderen Plätze und teils auch auf dem ersten Platz geführt. Er wurde letztlich an zweiter Stelle von den Golden State Warriors ausgewählt. Der von Golden States Trainer Steve Kerr für seine Lernbereitschaft gelobte Wiseman erzielte bei seinem NBA-Einstand 19 Punkte und stellte damit die Bestmarke des Litauers Šarūnas Marčiulionis für die meisten erzielten Punkte im ersten Spiel für die Kalifornier ein. 2022 wurde er mit den Kaliforniern NBA-Meister, hatte aber aufgrund einer Knieverletzung in der Saison 2021/22 kein Spiel bestritten und zu diesem Zeitpunkt seit seinem NBA-Einstand aus gesundheitlichen Gründen insgesamt an lediglich 39 Begegnungen teilgenommen. Er bestritt bis 2023 insgesamt 60 NBA-Hauptrundenspiele für die Kalifornier und kam im Durchschnitt auf 9,9 Punkte sowie 5 Rebounds.
Im Februar 2023 gelangte Wiseman im Rahmen eines großangelegten Tauschgeschäfts, an dem vier Mannschaften beteiligt waren, zu den Detroit Pistons. In der Hauptrunde der Saison 2023/24 kam er auf Mittelwerte von 7,1 Punkten und 5,3 Rebounds je Begegnung. Anfang Juli 2024 wurde Wiseman von den Indiana Pacers verpflichtet. Zu Beginn der Saison 2024/25 zog er sich einen Achillessehnenriss zu. Im Februar 2025 kam er im Zuge eines Spielertauschs zu den Toronto Raptors, die aber auf Wisemans Dienste verzichteten.
Im Sommer 2025 wurde er wieder von Indiana verpflichtet.

### Nationalmannschaft
2017 gewann er mit der Auswahl der Vereinigten Staaten Gold bei der U16-Amerikameisterschaft.

## Karriere-Statistiken

### NBA

#### Hauptrunde
| Saison  | Team                   | GP  | GS | MPG  | FG % | 3P % | FT % | RPG | APG | SPG | BPG | PPG  |
| ------- | ---------------------- | --- | -- | ---- | ---- | ---- | ---- | --- | --- | --- | --- | ---- |
| 2020–21 | Golden State           | 39  | 27 | 21.4 | .519 | .316 | .628 | 5.8 | 0.7 | 0.3 | 0.9 | 11.5 |
| 2022–23 | Golden State / Detroit | 45  | 22 | 19.3 | .558 | .200 | .701 | 5.9 | 0.7 | 0.2 | 0.6 | 10.0 |
| 2023–24 | Detroit                | 63  | 6  | 17.3 | .613 | .000 | .706 | 5.3 | 0.9 | 0.2 | 0.6 | 7.1  |
| Gesamt  | Gesamt                 | 147 | 55 | 19.0 | .560 | .267 | .681 | 5.6 | 0.7 | 0.2 | 0.7 | 9.1  |